# Unisport Football Club
L'Unisport Bafang è una società calcistica con sede a Bafang, in Camerun. Milita nella Cameroon Première Division, la massima serie del campionato camerunese.

## Storia
Fondato nel 1959, il club gioca le gare casalinghe allo Stade Municipal de Bafang.

## Palmarès

### Competizioni nazionali
- Campionato camerunese: 1

1996
- Coppa del Camerun: 1

2012

## Rosa 2013
| N. |                    | Ruolo | Calciatore              |
| -- | ------------------ | ----- | ----------------------- |
| 1  | Camerun (bandiera) | C     | Lionel Ndjomo Ndjana    |
| 2  | Camerun (bandiera) | D     | Gires Tchamake          |
| 3  | Camerun (bandiera) | A     | Raymond Fabrice Fossouo |
| 4  | Camerun (bandiera) | D     | Rostand Ake             |
| 5  | Camerun (bandiera) | D     | Jean Tchoubia           |
| 6  | Camerun (bandiera) | C     | Gerard Bakinde          |
| 7  | Camerun (bandiera) | C     | Regis Baha              |
| 8  | Camerun (bandiera) | C     | Kostka Atanga Effa      |
| 8  | Camerun (bandiera) | A     | William Tchuameni       |
| 10 | Camerun (bandiera) | A     | Joseph Kameni           |
| 11 | Camerun (bandiera) | C     | Aurelien Biong Nyamara  |
| 12 | Camerun (bandiera) | C     | Joseph Eyebe Eyebe      |
| 13 | Camerun (bandiera) | C     | Alexandre Elouna        |

| N. |                    | Ruolo | Calciatore             |
| -- | ------------------ | ----- | ---------------------- |
| 15 | Camerun (bandiera) | D     | Alima Ondoua           |
| 16 | Camerun (bandiera) | P     | Rony Happi Nguechue    |
| 17 | Camerun (bandiera) | C     | Albert Ava Koulou      |
| 19 | Camerun (bandiera) | D     | Alain Roger Ndjan      |
| 20 | Camerun (bandiera) | C     | Charly Onana Onana     |
| 21 | Camerun (bandiera) | D     | Michaël Nsoul          |
| 22 | Camerun (bandiera) | P     | Haschou Kerrido        |
| 24 | Camerun (bandiera) | C     | David Ambeno Ake       |
| 25 | Camerun (bandiera) | D     | Njoya Mounchili Ilias  |
| 28 | Camerun (bandiera) | D     | Hervé Ayo Ngane        |
| 30 | Camerun (bandiera) | C     | Marcellin Gaha Djiadeu |
| 31 | Camerun (bandiera) | D     | Bienvenu Stevi M'bon   |